# Konnie Touré
Konnie Touré, de son nom à l'état civil Touré Koaniman, née le 26 janvier 1982 à Abidjan, est une animatrice radio et télé, productrice, actrice, chanteuse, scénariste et cheffe d’entreprise ivoirienne.

## Biographie

### Jeunesse
Konnie Touré  vient d’une famille polygame et est la quatrième fille de son père, elle a un brillant parcours scolaire. De l’école primaire la Bonne Semence de Yopougon, où elle obtient son CEPE, elle dépose ses valises au Collège moderne Pigeon , d'où elle décroche Le BEPC. Après son  Baccalauréat série A obtenu avec mention au Lycée Sainte-Marie d'Abidjan terminant major de la promotion littéraire, elle manque d’intégrer le département d’anglais de l’Université Félix-Houphouët-Boigny pour insuffisance de places. En compensation, elle s’oriente vers une formation en secrétariat bilingue, métier qu’elle n’exerce finalement pas.

### Carrière professionnelle
C’est dans les années 2000 que, Konnie Touré commence sa carrière à la radio City FM, une radio de proximité située dans la commune de Treichville où elle restera un an avant d’être recrutée par Nostalgie, deuxième radio commerciale en Côte d'Ivoire. Elle y passera 14 années au cours desquelles elle animera plusieurs versions de la tranche matinale, entre autres le Super Morning.
Faisant partie des femmes de médias les plus suivies et des 30 personnalités féminines qui font la Côte d’Ivoire selon le classement du journal en ligne œil d’Afrique, l’animatrice de « On s’éclate » annonce officiellement le 12 juin 2015 sa démission de la Radio nostalgie pour rejoindre  Vibe Radio la toute nouvelle radio du groupe Lagardère qui venait de débarquer en Côte d'Ivoire, où elle occupe le poste de Directrice des Programmes pendant 4 ans puis Directrice Générale depuis début 2020 .
En dehors de ses activités radiophoniques, elle est la Directrice de « KonnieVence Productions», une entreprise qu’elle a créée. En 2021, à travers sa structure de production, Konnie Touré produit Un homme à marier avant 40 ans, une série de comédie romantique constituée de 20 épisodes. Après la sortie de cette série, la productrice est primée aux Africa Dubaï Business Award2022 en tant que meilleure productrice et actrice de série d'innovation. Elle se marie le 27 avril 2023 à Abidjan. En juillet 2024, elle se lance dans la mode avec sa marque d'abaya : "IKônes".
En décembre 2024, elle ouvre sa première boutique de vente de vêtement Abaya sous sa marque Ikônes De Konnie.

### Parcours professionnel
- Directrice de KonnieVence Productions
- 2000-2001 : Animatrice à CIty fm [12]
- 2001-2015 : Animatrice sur Radio Nostalgie Côte d'Ivoire [13]
- 2014-2015 : Directrice Adjointe des Programmes à radio Nostalgie
- 2015-2020 : Animatrice et Directrice des programmes à Vibe Radio [14].
- 2020 : Directrice Générale de Vibe Radio
- 2017-2018 : Présentatrice de L'Afrique a un incroyable talent et Glam Africa sûr A+
- 2014 et 2019 : Présentatrice de l’émission On s’Éclate sur RTI1
- 2018 : Présentatrice de Plus d’Afrique Live sur Canal+ Afrique
- 2020-2023 : Présentatrice du Life Week-End sur Life TV.

### Vie privée
Konnie Touré est mariée à Mahama Abdoul Fatah Cho depuis le 27 avril 2023

## Prix et récompense
- Prix RFI Meilleure animatrice radio Afrique Caraïbes 2005[13]
- 2e prix SICA au Bénin[16]
- Lauréate des African Talent Awards  dans la catégorie Meilleure Animatrice Radio
- Élue Personnalité Média de l’année aux Life choice Awards 2019 (catégorie médias)[17].
- Parmi les 100 personnalités ivoiriennes les plus influentes de l’année en 2019 et 2020 classement ACLAP-CI[18]
- Meilleure productrice et actrice de série d'innovation à la 4e édition de l'Africa Dubaï Business Awards avec la série " Un homme à marier" 2022 [19]
- Prix d’Excellence Ivoire Muslim Awards[20] (IMA), dans la catégorie média 2024.

## Cinéma

### Production cinématographique
2021 : Un homme à marier avant 40 ans une production où la Camerounaise Diana Bouli décroche un rôle en tant qu’actrice

### Filmographie
2019 :River Hôtel, elle y joue le rôle de Docteur filme réalisé par Didier Ndenga
2022 : Perfidie, elle y joue le rôle de Diego filme réalisé par Roland Gogo